# Felsenmeer (Naturschutzgebiet)
Das Naturschutzgebiet (NSG) Felsenmeer befindet sich in der Stadt Pforzheim in Baden-Württemberg.
Das 5,6 ha große Gebiet liegt südöstlich des Pforzheimer Stadtgebiets im Stadtwald Hagenschieß in Nähe zur L 572 Richtung Würm.
An einem südexponierten Buntsandsteinhang gelegen, ist der wesentliche Schutzzweck des Naturschutzgebietes die Erhaltung der blockreichen Oberflächengestalt. Ebenso soll eine naturnahe Entwicklung des Buchen-Eichen-Tannenwaldes im oberen Teilgebiet gesichert werden.
Das NSG Felsenmeer grenzt südlich direkt an das NSG Unteres Würmtal an und ist ansonsten vom Landschaftsschutzgebiet für den Stadtkreis Pforzheim umgeben. Größtenteils ist das Gebiet nicht nur als Naturschutzgebiet, sondern auch als Schonwald geschützt. Weiterhin liegt das NSG großteils in einem FFH-Gebiet und im Naturpark Schwarzwald Mitte/Nord.
Das Felsenmeer ist unter dem Namen Felsenmeer im Gebiet Hagenschieß, Pforzheim als Geotop registriert.